# باشگاه فوتبال ویتوریا گیماریش
باشگاه فوتبال ویتوریا گیماریش (به پرتغالی: .Vitória S.C) یک باشگاه فوتبال در شهر گیماریش در پرتغال می‌باشد که در لیگ برتر فوتبال پرتغال بازی می‌کند.
این باشگاه در سال ۱۹۲۲ (۱۳۰۱) تأسیس شده‌است.